# Hervé Vernhes
Hervé Vernhes est un sculpteur français né en 1933 à Peyrusse-le-Roc (Aveyron).

## Biographie

### Jeunesse et formation
Né en 1933 à Peyrusse-le-Roc dans une famille paysanne, Hervé Vernhes se passionne très jeune pour le dessin. 
Vers l'âge de 15 ans, il prend des cours de dessin par correspondance. 

### Sculpteur
Pendant plusieurs années, il s'adonne à la sculpture tout en poursuivant une activité agricole. Ce n'est qu'à l'âge de 32 ans qu'il décide de se consacrer exclusivement à la sculpture. 
Il vit, travaille et expose en ses ateliers à Peyrusse-le-Roc (Aveyron) et à Massy (Essonne). 
Autodidacte, il sculpte la pierre, le bois et peint des fresques sur toile. Il s'adonne également à la poésie.

## Expositions
- 1999 : Exposition à la Galerie Sainte-Catherine à Rodez (Aveyron).
- 2010 : Exposition au Moulin de Roupeyrac à Durenque (Aveyron), maison natale du poète aveyronnais François Fabié (1846 - 1928)[3].

## Œuvre
Connu pour ses nombreuses réalisations en Aveyron et ailleurs dans des églises (autels, retable, tympans, calvaires, statues et grandes fresques), et autres lieux publics (stèles commémoratives et funéraires, fontaines, calvaires...), il travaille aussi pour ses collectionneurs et un large public. 
Son œuvre, composée de sculptures et de fresques, se caractérise par son style rural et l'esprit d'enfance d'Hervé Vernhes. Elle se rattache, pour l'essentiel, à l'art religieux.
Quelques œuvres d'Hervé Vernhes :
- Fontaine de Montbazens.
- Stèle de saint Dominique à La Fouillade.
- Tableau de la crucifixion et retable en pierres de l'église Saint-Martin de Saint-Rome-de-Tarn.

Hervé Vernhes est également l'auteur de plusieurs ouvrages (Le Temps des treize vents en 1984).

## Prix et distinctions
- 1995 : Prix Cabrol de la Société des Lettres, Sciences et Arts de l'Aveyron pour l'ensemble de son œuvre.